# Parque nacional Cuevas de Naracoorte
Cuevas de Naracoorte es un parque nacional australiano situado cerca de la ciudad de Naracoorte, en la costa de caliza; una región turística en el sudeste del estado de Australia Meridional. El sitio fue inscrito como Patrimonio de la Humanidad por la Unesco en el año 1994, por sus extensos registros de fósiles. Conserva 6 km² de vegetación, con 26 cuevas contenidas dentro de los 3,05 km² declarados por la UNESCO.
Es un destino de visitas por sí mismo, con una zona de acampada y un parque de caravanas, apartamentos para grupos, zona de comidas y una cafetería autorizada. La gama de actividades para los visitante es extensa. Las visitas a las cuevas son dirigidas por guías profesionales, las cuevas está iluminadas para resaltar los depósitos fósiles. La tecnología moderna ha sido utilizada para mostrar a los visitantes el interior, normalmente, inaccesible de la Cueva del Murciélago, donde miles de murciélagos se reproducen cada año. Otras oportunidades incluyen la espeleología de aventura, una selección de viajes de especialidad y acontecimientos especiales. 
La caliza de la zona se formó mediante corales y criaturas marítimas de 200 millones de años hasta hace 20 millones de años cuando la tierra estaba debajo del nivel de mar. Las aguas subterráneas desde entonces han disuelto y han erosionado la caliza, creando las cuevas. Las grutas cuentan con simas, trampas para las criaturas imprudentes. Esto ha sido la fuente de la notable colección de fósiles. Los mamíferos y otras criaturas terrestres se han caído en las cuevas abiertas y han sido incapaces de escaparse. Los registros fósiles se han conservado en estratos, formados opr la superficie del suelo erosionada y lavada, despositados sobre ellos. En algunos sitios, los depósitos de fósiles llegán a 20 metros de espesor. Algunas de estas áreas están siendo conservadas para la futura investigación, cuando existan mejores métodos de datación y reconstrucción de registros fósiles. Estas simas de fósiles son sobre todo significativas para el estudio de la megafauna australiana.

## Cuevas
Las cuevas contenidas dentro del parque nacional son:
- Cueva Alexandra.
- Cueva Appledore.
- Cueva Bat (del Murciélago).
- Cueva Blackberry (de la Zarzamora).
- Cueva Cathedral (de la Catedral).
- Cueva Fox (del Zorro).
- Cueva Stick/Tomato (del Palo/ del Tomate).
- Cueva Victoria Fossil (de los Fósiles de Victoria).
- Cueva Wombat.